# エフエム京都
株式会社エフエム京都（エフエムきょうと、英: Fm-Kyoto Inc.）は、京都府を放送対象地域として超短波放送（FM放送）を行っている特定地上基幹放送事業者である。愛称はα-STATION（アルファステーション）。コールサインはJOKV-FM。

## 概要
コミュニケーションネームは、「α-STATION FM KYOTO」で、単にα-STATION、KYOTO α-STATIONと呼ばれることが多い。開局当初から翌年4月の改編前日までは「FM KYOTO」の名も前面に出しており、ジングルでも“エフエム京都”とうたわれていた。ここ最近は、FM KYOTOの名前も放送等で使われることもある。また α-STATIONは“ALpha-STATION”とも書かれる。
開局から数年間は「α」=「心地よさ」をコンセプトに24時間ワンフォーマット編成を採用しており、一定時間毎の番組は存在しなかった。ただし一定時間帯毎に「ゾーン」（後述）を設けており、新聞のラジオ欄にはこれが番組であるかのように掲載されていたが、実際にはゾーンの切れ目をまたいで音楽がかかるのが常態であるほど通過点にすぎず、時間通り放送されることはなかった。当時はDJのことも“エアパートナー”と呼んでいた。
かつては宮津市にある複合商業施設宮津シーサイドマートミップルにスタジオを持っており、不定期で週末番組の公開生放送も行っていたが、2016年7月16日の『J-AC TOP40』公開生放送をもって終了し、スタジオは撤去された。2005年度までは京丹後市の京都府農業公園丹後あじわいの郷（当時）からも定期的に公開生放送を行っていた。
放送時間は2021年3月までは日曜23:00 - 月曜未明5:00のメンテナンスタイム（放送休止）を除いて、5:00起点の24時間放送（1993年4月 - 1995年3月は3:00 - 6:00だった。2010年3月以前は2:00 - 5:00、2010年9月 - 2011年6月は日曜深夜（月曜未明）1:00 - 5:00、2011年7月 - 2020年3月は日曜深夜（月曜未明）24:00 - 5:00）。民放ラジオ局ではラジオNIKKEI第2放送、同第1放送に次いで日曜日は3番目に早く民放FM局に限ればコミュニティ放送を除き一番早く放送を終了する局である。ただし2020年11月29日より奇数月の最終日曜日においては23:00から25:00まで「PINK MOON RADIO」を放送することから25:00に放送を終了する。。2021年4月からは日曜日のメンテナンスタイムはそのまま維持しつつも終夜放送を取りやめ、火曜未明 - 日曜未明の2:00 - 5:00も放送を取りやめることとなった。近畿地方の民放ラジオ局では唯一、連日終夜放送を行わない局となった。また、西日本の民放ラジオ局においても2025年3月までは唯一、連日終夜放送を行なわない局となっていた。その後、2024年4月の改編で火曜未明 - 日曜未明の放送休止時間が、4:00 - 5:00に短縮となったが、2025年4月の改編では火曜未明 - 日曜未明の放送休止時間が、3:00 - 5:00と1時間拡大された。
旧社屋の北山時代は、アメリカ・オーバン社製の「OPTIMOD8100A」というアナログ機を使用していたためその機器独特の音質だったが、烏丸四条（COCON KARASUMA）移転に伴って、アメリカ・オムニア社製の「OMNIA-6FM」というデジタル機に更新された。多少音質の変化はあるものの、以前の機器の設定を引き継いだ音質になっている。
開局当初はノルウェーの歌手・SILJEが歌う『Kyoto Wind』という曲をステーションソングとしていた。この曲の一部分を抜粋し、歌詞を"ALpha-STATION Eighty-nine point four"に変えて歌ったジングルを2021年6月末まで多くの箇所で使用していた。
その後、2年目は有希YUKI/『生まれかわる瞬間（とき）〜BELIEVE MY DREAM〜』、3年目には中西保志の『言葉でいえる愛』と続き、後に編成されるα-IMAGE ARTIST PROGRAMへと繋がっていく。
独自に番組を制作し11年連続で京都・滋賀エリアで聴取率シェアが第1位である（2004年12月時点）。ただし、同局の聴取率調査は他局とは異なった調査方法を用いているため、他局の調査結果と単純比較をすることは注意を要する。また、「京都三条ラジオカフェ」を運営するNPO法人「京都コミュニティ放送」が2005年4月に行った調査では、京都府内民放局のみを対象にした聴取率は32.9%を計上し、2位のKBS京都ラジオの約3倍を記録した。
開局当初から独立局であり民放FM局では西日本唯一である。以前はエフエム大分、Kiss-FM KOBE（現社名兵庫エフエム放送）も独立局だったが現在はJFN系列局である。
FM802やZIP-FMにみられるような独自の選曲基準があり、J-AC TOP40チャートなどでは全くと言っていいほどランクインされないような曲もあるほど、アイドル・アニメにかかわる曲は消極的である。その一方で京都やα-STATIONに関係の深いアーティストは比較的多くかかる傾向にある。

## 事業所
- 本社：京都府京都市下京区烏丸通四条下ル水銀屋町620番地 COCON KARASUMA 8階（〒600-8566）
- 東京支社：東京都中央区銀座5丁目6番地12号  MIYUKIビル6階（〒104-0061）[1]

## 送信所・中継局
京都府全域、大阪府と滋賀県の大部分、福井県 、三重県、奈良県、兵庫県のそれぞれ一部が放送エリアになる。radikoの基本サービスでの無料配信は開始当初は京都府のみだったが、その後2022年4月に大阪府に、2023年3月に滋賀県と奈良県に拡大し、2府2県を配信対象エリアとしている。
| 親局   | 周波数   | 空中線電力 | 実効輻射電力 | 備考 |
| ------ | -------- | ---------- | ------------ | ---- |
| 京都   | 89.4 MHz | 3 kW       | 5.85 kW      |      |
| 中継局 | 周波数   | 空中線電力 | 実効輻射電力 | 備考 |
| 福知山 | 81.3 MHz | 50 W       | 50 W         |      |
| 舞鶴   | 87.2 MHz | 100 W      | 340 W        |      |
| 宮津   | 79.8 MHz | 10 W       | 48 W         |      |
| 峰山   | 85.4 MHz | 100 W      | 140 W        |      |

### 聴取可能エリア
放送対象地域以外に、名古屋や岐阜、静岡などでも聴取可能なエリアが一部ある。

## 資本構成
企業・団体の名称、個人の肩書は当時のもの。出典：

### 2016年3月31日
| 資本金       | 発行済株式総数 | 株主数 |
| ------------ | -------------- | ------ |
| 13億5000万円 | 27,000株       | 52     |

| 株主             | 株式数  | 比率   |
| ---------------- | ------- | ------ |
| オムロン         | 5,360株 | 19.85% |
| 京都新聞社       | 1,920株 | 07.11% |
| 京都府           | 1,200株 | 04.44% |
| 読売新聞大阪本社 | 0,960株 | 03.55% |
| 共同通信社       | 0,960株 | 03.55% |
| 産業経済新聞社   | 0,840株 | 03.11% |
| 京都市           | 0,720株 | 02.66% |
| ワコール         | 0,720株 | 02.66% |
| ニッポン放送     | 0,640株 | 02.37% |
| 朝日新聞社       | 0,640株 | 02.37% |
| 日本経済新聞社   | 0,640株 | 02.37% |
| 電波新聞社       | 0,600株 | 02.22% |
| 阪急電鉄         | 0,588株 | 02.17% |
| 関西電力         | 0,480株 | 01.77% |
| 大阪瓦斯         | 0,480株 | 01.77% |
| 京阪電気鉄道     | 0,480株 | 01.77% |
| 近畿日本鉄道     | 0,480株 | 01.77% |
| 西日本旅客鉄道   | 0,480株 | 01.77% |
| 京都銀行         | 0,480株 | 01.77% |
| 日新電機         | 0,480株 | 01.77% |
| 村田製作所       | 0,480株 | 01.77% |
| 京セラ           | 0,480株 | 01.77% |
| 日本新薬         | 0,480株 | 01.77% |
| 京都青果合同     | 0,480株 | 01.77% |
| 任天堂           | 0,480株 | 01.77% |

### 過去の資本構成
| 資本金 | 授権資本 | 1株   | 発行済株式総数 | 株主数 |
| ------ | -------- | ----- | -------------- | ------ |
| 8億円  | 32億円   | 5万円 | 16,000株       | 55     |

| 株主           | 株式数  | 比率  |
| -------------- | ------- | ----- |
| 千宗室         | 1,120株 | 7.00% |
| 京都府         | 0,800株 | 5.00% |
| 泉一           | 0,640株 | 4.00% |
| 村上勝         | 0,640株 | 4.00% |
| 森下等         | 0,640株 | 4.00% |
| 山本達哉       | 0,640株 | 4.00% |
| 高木茂太市     | 0,640株 | 4.00% |
| 高山正朗       | 0,640株 | 4.00% |
| 京都市         | 0,480株 | 3.00% |
| 渡邊紀征       | 0,400株 | 2.50% |
| 阪急電鉄       | 0,392株 | 2.45% |
| オムロン       | 0,320株 | 2.00% |
| 大阪瓦斯       | 0,320株 | 2.00% |
| 京阪電気鉄道   | 0,320株 | 2.00% |
| 近畿日本鉄道   | 0,320株 | 2.00% |
| 西日本旅客鉄道 | 0,320株 | 2.00% |
| 島津製作所     | 0,320株 | 2.00% |
| 日新電機       | 0,320株 | 2.00% |
| 村田製作所     | 0,320株 | 2.00% |
| 京セラ         | 0,320株 | 2.00% |
| 宝酒造         | 0,320株 | 2.00% |
| 日本新薬       | 0,320株 | 2.00% |
| 任天堂         | 0,320株 | 2.00% |
| ムーンバット   | 0,320株 | 2.00% |
| 関西電力       | 0,320株 | 2.00% |
| 村田機械       | 0,320株 | 2.00% |
| 京都青果合同   | 0,320株 | 2.00% |

| 資本金       | 発行済株式総数 | 株主数 |
| ------------ | -------------- | ------ |
| 13億5000万円 | 27,000株       | 53     |

| 株主                           | 株式数  | 比率   |
| ------------------------------ | ------- | ------ |
| オムロン                       | 5,360株 | 19.85% |
| 京都新聞社                     | 1,920株 | 07.11% |
| 京都府                         | 1,200株 | 04.44% |
| 読売新聞大阪本社               | 0,960株 | 03.55% |
| 共同通信社                     | 0,960株 | 03.55% |
| 西友                           | 0,840株 | 03.11% |
| 京都市                         | 0,720株 | 02.66% |
| ワコール                       | 0,720株 | 02.66% |
| 朝日新聞社                     | 0,640株 | 02.37% |
| 産業経済新聞社                 | 0,640株 | 02.37% |
| 日本経済新聞社                 | 0,640株 | 02.37% |
| 近畿松下ライフエレクトロニクス | 0,600株 | 02.22% |
| 阪急電鉄                       | 0,588株 | 02.17% |
| 関西電力                       | 0,480株 | 01.77% |
| 大阪瓦斯                       | 0,480株 | 01.77% |
| 京阪電気鉄道                   | 0,480株 | 01.77% |
| 近畿日本鉄道                   | 0,480株 | 01.77% |
| 西日本旅客鉄道                 | 0,480株 | 01.77% |
| 京都銀行                       | 0,480株 | 01.77% |
| 日新電機                       | 0,480株 | 01.77% |
| 村田製作所                     | 0,480株 | 01.77% |
| 京セラ                         | 0,480株 | 01.77% |
| 日本新薬                       | 0,480株 | 01.77% |
| 京都青果合同                   | 0,480株 | 01.77% |
| 任天堂                         | 0,480株 | 01.77% |
| 宝酒造                         | 0,480株 | 01.77% |

## 歴史

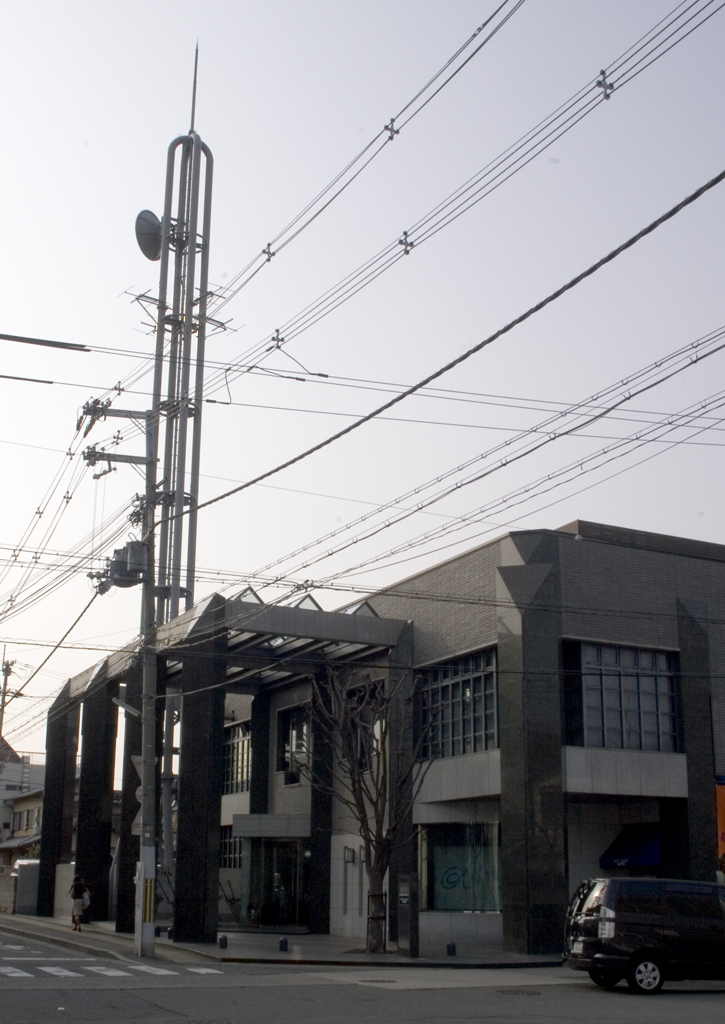
1991年 - 2006年4月16日に使用されたエフエム京都の旧本社社屋
（京都市北区、2006年3月11日撮影）

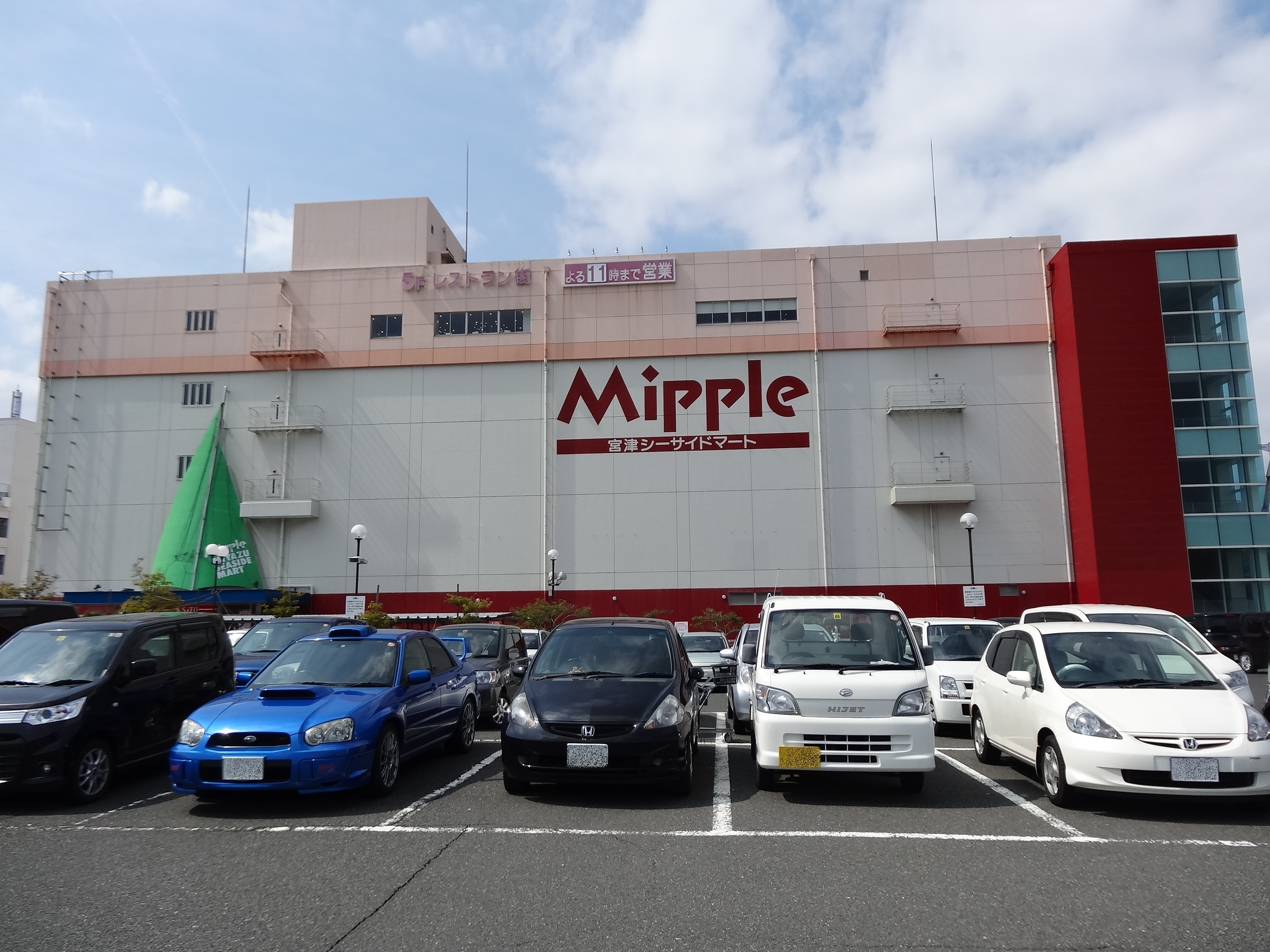
サテライトスタジオが置かれている「ミップル」（宮津市）

- 近畿2府4県の民放FM局は1970年開局大阪府域のエフエム大阪しかなく、それ以降もしばらくは開局の動きはなかった。
- 1982年（昭和57年）10月27日 - 郵政省（当時）が京都府域民放局向けのFM周波数を割り当てる[14]。
  - しかし申請者が乱立し申請一本化に時間がかかってしまい、一本化すら1988年（昭和63年）の京都国体に間に合わなくなり、開局まで9年を要した。
  - さらにKBS京都を保護することに加え、1989年（平成元年）6月に大阪府2局目のエフエムはちまるに（FM802）が開局。FM大阪受信エリアの京都府南部（京都市、乙訓地域、南丹地域、山城地域）では民放FMを2局聴けるようになったことで京都府域民放FMの開局が危ぶまれたが、京都府北部（中丹地域、丹後半島）はFM大阪もFM802も聴けないとのことで一本化を急ぎ設立されることになった。
  - 同時期に兵庫県でも割り当てと申請多数に伴う絞り込みを行い、1990年（平成2年）10月、兵庫エフエムラジオ放送株式会社（Kiss-FM）が開局している。
- 1990年（平成2年）7月17日 - 会社設立。
- 1991年（平成3年）
  - 4月20日 - 親局小塩山送信所から試験電波発射開始。
  - 6月1日 - 試験放送開始。最初に放送された楽曲はStingの『Englishman in New York』。
    - 当時の本社は、京都市北区上賀茂松本町98番地（いわゆる京都・北山地区。京都市営地下鉄烏丸線北山駅が最寄り駅）。

  - 6月17日 - 6月30日 17:00 - サービス放送
  - 7月1日 5:00 - 開局（民放FM局として全国36番目）、本放送を開始。
- 1997年（平成9年）4月1日 - 親局の送信出力を1kWから3kWに増力。
- 1998年（平成10年）11月18日 - FM文字多重放送免許取得（JOKV-FCM エフエムきょうともじたじゅうほうそう）。[注 7]
- 2002年（平成14年）12月 - アメリカ合衆国制作によるインターネットラジオ、kyo.fmが開局。システムはオムロンがサポートしていた（2009年（平成21年）4月より休止）。
- 2004年（平成16年） - NTTドコモのインターネット接続サービス iモード公式サイト “Melody α”スタート。
- 2006年（平成18年）
  - 3月31日 - FM文字多重放送終了
  - 4月17日 - 本社を京都市下京区烏丸通四条下ル水銀屋町620番地の「COCON KARASUMA」へ移転。
  - 11月3日 - KBS京都（AM放送）と同時放送番組『KYOTO RADIO DAY』放送（#KBS京都 を参照）。
- 2008年（平成20年）
  - 1月10日 - St. GIGAの創業メンバーでα-STATIONの開局準備にもあたった、代表取締役専務（当時）の田中聡が急逝[15]。
  - 7月1日 - 緊急地震速報の運用を開始[16]。
- 2011年（平成23年）
  - 1月26日 - auブランドでサービスを提供するKDDIと沖縄セルラー電話の携帯電話[注 8]・Android スマートフォンを対象に、LISMO WAVEによるサイマル配信を開始。ただし、CM, オープニング・クロージングや試験電波発射時はBGMに差し替えられる。（2013年（平成25年）3月4日からiOS搭載のiPhone・iPad, iPad miniにも対応。また、au以外の契約端末もApp Storeのアプリ内課金で利用可。）
  - 7月1日 - 開局20周年。7:00から20時間に渡って、開局20周年記念特別番組『α-STATION 20th Anniversary made in kyoto Special Program【20hour α people】』を放送。また、局ゆかりのアーティストによる日替わりの特別番組『α-20 COLORS』（月 - 木 15:00 - 16:00）を6月27日 - 7月28日に編成。
  - radiko.jpでの試験配信を開始。対象地域は京都府内のみ。
- 2012年（平成24年）1月1日 - radiko.jpでのサイマル配信を、試験配信から本配信に移行。
- 2014年（平成26年）
  - 4月1日 - radiko.jpのエリアフリー聴取サービスradiko.jp プレミアムでのサイマル配信を開始。
  - 6月25日 - 代表取締役に杉本雅士が就任。前社長の吉田進は退任し、特別顧問に就任した。[17]
- 2015年（平成27年）4月1日 - 同日実施の番組改編で「『京都人』プロジェクト」をスタートさせる。また、改編に合わせ放送局としてのコンセプトも一新した。
- 2016年（平成28年）
  - 1月 - 開局25周年記念番組として、毎回異なる25のアーティストが登場する特別番組"Starring（アーティスト名）"（全25回シリーズ）を放送。
  - 7月1日
    - 開局25周年。当日は、α-STATION 25TH ANNIVERSARY THX! Special Edition!!として特別編成を実施。
      - 通常番組を休止して特別番組を編成した例として、"HATS UP"（10:00 - 11:00, DJ:澤田かおり）を休止[注 9]して"Starring 森山直太朗"（DJ:森山直太朗）を、"SPURT! FRIDAY"（11:00 - 16:00, DJ:川原ちかよ）を休止して"α-STATION 25ans THX! Special Program「Best Of Kyoto-Jin By Kyoto-Jin」"（11:00 - 15:00, DJ:森夏子 ゲスト:野宮真貴 選曲:沖野修也（KYOTO JAZZ MASSIVE））と"Starring 藤井フミヤ"（15:00 - 16:00, DJ:川原ちかよ ゲスト:藤井フミヤ）を、"FLAG RADIO"（21:00 - 22:00, DJ:どついたるねん）を休止して"Starring UA"（DJ:森夏子 ゲスト:UA）を、そして"PLAY BACK"（24:00 - 26:00, ノンDJ）を休止して"α-STATION 25ans THX! Special Program「Live plus α」"[注 10]（DJ:しもぐち☆雅充 & 後藤晃宏 ゲストDJ:前田彩名 & 三嶋真路 & ポール）を放送。また、休止しなかった番組についても、番組内で同局DJ陣19名や様々なアーティストからのボイスメッセージを放送した。

    - 0:00頃、ウェブサイトを全面リニューアル。同局のホームページとして初めてスマートフォン表示に対応[注 11]。ちなみに、トップページの写真は、写真家の中川正子が京都で500枚以上撮影した写真の中から表示される[注 12]。

  - 7月31日 - 電子メールによる番組へのメッセージ・リクエストの受付を終了。今後、PCやスマートフォンからメッセージ・リクエストを送信する場合、ホームページのメッセージフォームからの受付となる[注 13]。
- 2017年（平成29年）4月14日以降 - 各番組の公式Twitterアカウントを順次開設[注 14]。
- 2021年（令和3年）
  - 4月1日以降 - この改編を機に終夜放送を取りやめ（前述）。
  - 7月1日 - 開局30周年。6:00からトータル17時間に渡って、開局30周年記念番組『α-STATION 30TH ANNIVERSARY SPECIAL PROGRAM「MUSIC FOR AWESOME LIFE」』[18]『α-STATION 30YEAR ULTIMATE COUNTDOWN SPECIAL PROGRAM「J-ACTOP100」』（DJ：谷口キヨコ、岡崎体育）[19]『α-STATION 30th Anniversary Special Program 『FLAG RADIO』特別番外篇!』（DJ：10-FEET、ROTTENGRAFFTY）[20]『α-STATION 30th Anniversary Special Program『 Radiography 』』（DJ：西寺郷太（NONA REEVES））[21]を4本立てで放送。また、同日より開局以来使われてきたInformation以外のステーションジングル・放送オープニングジングル・クロージングジングルBGMを小山田圭吾（Cornelius）プロデュース、エレクトロユニットBlack Boboiのメンバーで京都にも縁のあるJulia Shortreedのヴォイスナレーションによるものへ変更する[22]。
  - ジングル使用を前に5月より小山田は『FLAG RADIO』の水曜日隔月DJを"Cornelius"として務めていた。ところが自身のインタビュー記事を発端とする一連の不祥事にともない、7月21日の放送を前に「7月の放送見合わせ」を発表。28日をもって「総合的な判断」で終了することを発表した[23]。7月21日と28日は生放送番組の『LIFT』を拡大する形で対応。ただし、ジングル類の使用は継続している。
- 2022年（令和4年）4月1日 - radikoの通常配信対象地域に大阪府を追加[24]。
- 2023年（令和5年）3月30日 - radikoの通常配信対象地域に滋賀県・奈良県を追加[25]。
- 2023年（令和5年）7月1日‐株式会社HITと共同運営、”α‐station with HITのみんなでeスポーツ”というコンテンツが始動。

## ケーブルテレビ再放送局
以下のケーブルテレビで再放送されている。eo光テレビは近畿2府4県全域と福井県大飯郡高浜町で再放送。
- 福井県
  - ケーブルテレビ若狭小浜
  - 美方ケーブルネットワーク（MMネット）
  - 嶺南ケーブルネットワーク（RCN）
- 三重県
  - アドバンスコープ
- 滋賀県
  - ZTV（滋賀県）
  - 東近江ケーブルネットワーク
- 大阪府
  - 近鉄ケーブルネットワーク
  - ケイ・キャット
  - 京阪神ケーブルビジョン
  - J:COM 大阪
  - J:COM 大阪セントラル
  - J:COM 堺
  - J:COM 北河内
  - J:COM 吹田
  - J:COM 高槻
  - J:COM 豊中・池田
  - J:COM 東大阪
  - J:COM かわち
  - ベイ・コミュニケーションズ
- 京都府
  - 京丹波町ケーブルテレビ
  - 全関西ケーブルテレビジョン（京丹後局）
- 兵庫県
  - ベイ・コミュニケーションズ
  - J:COM 宝塚・川西
  - 朝来市ケーブルテレビ
  - ケーブルネット神戸芦屋（一部地域除く）
  - 養父市ケーブルテレビジョン
- 奈良県
  - 近鉄ケーブルネットワーク
  - こまどりケーブル

## 番組表
2025年4月現在における番組表を以下に示す。
番組名の前に◆があるのはNON-DJ PROGRAM、◇があるのはアーティストがDJを担当する番組、□はクラブDJや音楽プロデューサーがDJを担当する番組である。また、★（日数）は再放送番組を示す。
| 時 | 分 | 月曜日 | 火曜日 | 水曜日 | 木曜日 | 金曜日 |
| -- | -- | --- | --- | --- | --- | --- |
| 5  | 00 | 5:00 ◆ α-MEZAMMIN’ JAZZ | 5:00 ◆ α-MEZAMMIN’ JAZZ | 5:00 ◆ α-MEZAMMIN’ JAZZ | 5:00 ◆ α-MEZAMMIN’ JAZZ | 5:00 ◆ α-MEZAMMIN’ JAZZ |
| 6  | 00 | 5:00 ◆ α-MEZAMMIN’ JAZZ | 5:00 ◆ α-MEZAMMIN’ JAZZ | 5:00 ◆ α-MEZAMMIN’ JAZZ | 5:00 ◆ α-MEZAMMIN’ JAZZ | 5:00 ◆ α-MEZAMMIN’ JAZZ |
| 7  | 00 | 7:00 KP CONNECTION 谷口キヨコ | 7:00 Thank Goodness! 春日郁代、森夏子 | 7:00 IMAGINARY LINE 岡村詩野 | 7:00 ◆ V.I.P. ARTIST SELECTION | 7:00 MORNING GOLD 秋田美幸 |
| 8  | 00 | 8:00 ONE FINE DAY - mon - tue：川岸ゆか, wed - thu：寺田有美子 | 8:00 ONE FINE DAY - mon - tue：川岸ゆか, wed - thu：寺田有美子 | 8:00 ONE FINE DAY - mon - tue：川岸ゆか, wed - thu：寺田有美子 | 8:00 ONE FINE DAY - mon - tue：川岸ゆか, wed - thu：寺田有美子 | 7:00 MORNING GOLD 秋田美幸 |
| 9  | 00 | 8:00 ONE FINE DAY - mon - tue：川岸ゆか, wed - thu：寺田有美子 | 8:00 ONE FINE DAY - mon - tue：川岸ゆか, wed - thu：寺田有美子 | 8:00 ONE FINE DAY - mon - tue：川岸ゆか, wed - thu：寺田有美子 | 8:00 ONE FINE DAY - mon - tue：川岸ゆか, wed - thu：寺田有美子 | 7:00 MORNING GOLD 秋田美幸 |
| 10 | 00 | 8:00 ONE FINE DAY - mon - tue：川岸ゆか, wed - thu：寺田有美子 | 8:00 ONE FINE DAY - mon - tue：川岸ゆか, wed - thu：寺田有美子 | 8:00 ONE FINE DAY - mon - tue：川岸ゆか, wed - thu：寺田有美子 | 8:00 ONE FINE DAY - mon - tue：川岸ゆか, wed - thu：寺田有美子 | 10:00 Kyoto Child Smile 秋田美幸 |
| 11 | 00 | 8:00 ONE FINE DAY - mon - tue：川岸ゆか, wed - thu：寺田有美子 | 8:00 ONE FINE DAY - mon - tue：川岸ゆか, wed - thu：寺田有美子 | 8:00 ONE FINE DAY - mon - tue：川岸ゆか, wed - thu：寺田有美子 | 8:00 ONE FINE DAY - mon - tue：川岸ゆか, wed - thu：寺田有美子 | 11:00 ◇ SOUND CAFE 斉藤ノヴ 吉川寿子（小川珈琲 チーフバリスタ） |
| 11 | 30 | 8:00 ONE FINE DAY - mon - tue：川岸ゆか, wed - thu：寺田有美子 | 8:00 ONE FINE DAY - mon - tue：川岸ゆか, wed - thu：寺田有美子 | 8:00 ONE FINE DAY - mon - tue：川岸ゆか, wed - thu：寺田有美子 | 8:00 ONE FINE DAY - mon - tue：川岸ゆか, wed - thu：寺田有美子 | 11:30 ◇ EVERYDAY STORY Chocolat&Akito |
| 12 | 00 | 12:00 ◆ OVERSEAS BREEZING | 12:00 ◆ OVERSEAS BREEZING | 12:00 Words for tomorrow 森清顕、谷口キヨコ | 12:00 7COLORS FANTASY 〜UMI NO KYOTO〜 寺田有美子 | 12:00 ◆ OVERSEAS BREEZING |
| 13 | 00 | 13:00 GOOD & NEW KYOTO - Mon - Tue：平野聡, Wed - Thu：空井仁美, Fri：田村淳一 | 13:00 GOOD & NEW KYOTO - Mon - Tue：平野聡, Wed - Thu：空井仁美, Fri：田村淳一 | 13:00 GOOD & NEW KYOTO - Mon - Tue：平野聡, Wed - Thu：空井仁美, Fri：田村淳一 | 13:00 GOOD & NEW KYOTO - Mon - Tue：平野聡, Wed - Thu：空井仁美, Fri：田村淳一 | 13:00 GOOD & NEW KYOTO - Mon - Tue：平野聡, Wed - Thu：空井仁美, Fri：田村淳一 |
| 14 | 00 | 13:00 GOOD & NEW KYOTO - Mon - Tue：平野聡, Wed - Thu：空井仁美, Fri：田村淳一 | 13:00 GOOD & NEW KYOTO - Mon - Tue：平野聡, Wed - Thu：空井仁美, Fri：田村淳一 | 13:00 GOOD & NEW KYOTO - Mon - Tue：平野聡, Wed - Thu：空井仁美, Fri：田村淳一 | 13:00 GOOD & NEW KYOTO - Mon - Tue：平野聡, Wed - Thu：空井仁美, Fri：田村淳一 | 13:00 GOOD & NEW KYOTO - Mon - Tue：平野聡, Wed - Thu：空井仁美, Fri：田村淳一 |
| 15 | 00 | 15:00 ◆ J-AC BREEZING | 15:00 ◆ J-AC BREEZING | 15:00 （第1・第2）UICK Radio - 前田彩名 （第3・第4）HACK KYOTO - 谷京香 （第5） ◆ J-AC BREEZING | 15:00 VIVA SOLARE! 森夏子 | 15:00 ◆ J-AC BREEZING |
| 16 | 00 | 15:00 ◆ J-AC BREEZING | 15:00 ◆ J-AC BREEZING | 16:00 ◆ J-AC BREEZING | 15:00 VIVA SOLARE! 森夏子 | 16:00 CHUMMY TRAIN 谷口キヨコ |
| 17 | 00 | 17:00 NEWSROOM α - Mon - Tue：三嶋真路, Wed - Thu：秋田美幸 | 17:00 NEWSROOM α - Mon - Tue：三嶋真路, Wed - Thu：秋田美幸 | 17:00 NEWSROOM α - Mon - Tue：三嶋真路, Wed - Thu：秋田美幸 | 17:00 NEWSROOM α - Mon - Tue：三嶋真路, Wed - Thu：秋田美幸 | 16:00 CHUMMY TRAIN 谷口キヨコ |
| 18 | 00 | 17:00 NEWSROOM α - Mon - Tue：三嶋真路, Wed - Thu：秋田美幸 | 17:00 NEWSROOM α - Mon - Tue：三嶋真路, Wed - Thu：秋田美幸 | 17:00 NEWSROOM α - Mon - Tue：三嶋真路, Wed - Thu：秋田美幸 | 17:00 NEWSROOM α - Mon - Tue：三嶋真路, Wed - Thu：秋田美幸 | 16:00 CHUMMY TRAIN 谷口キヨコ |
| 19 | 00 | 19:00 LIFT - Mon - Tue：牟田神春乃, Wed - Thu：マツモトアキノリ | 19:00 LIFT - Mon - Tue：牟田神春乃, Wed - Thu：マツモトアキノリ | 19:00 LIFT - Mon - Tue：牟田神春乃, Wed - Thu：マツモトアキノリ | 19:00 LIFT - Mon - Tue：牟田神春乃, Wed - Thu：マツモトアキノリ | 16:00 CHUMMY TRAIN 谷口キヨコ |
| 20 | 00 | 20:00 □ WHOLE the engy the engy | 20:00 ◇ CONE CONE RADIO LOCAL CONNECT | 20:00 BISTRO SUNSHINE 飯沼雅浩（サン食品代表取締役） 川岸ゆか | 20:00 ◇ ONLYLOVERADIO 蓑輪単志、森夏子 | 20:00 ◇ NICE POP RADIO スカート（澤部渡） |
| 21 | 00 | 21:00 ◇ FLAG RADIO mon：くるり, tue：Cornelius（偶数月担当）/ジム・オルーク（奇数月担当） wed：折坂悠太（偶数月担当）/青葉市子（奇数月担当） thu：ROTTENGRAFFTY（偶数月担当）/10-FEET（奇数月担当） fri：EGO-WRAPPIN'（偶数月担当）/UA（奇数月担当） | 21:00 ◇ FLAG RADIO mon：くるり, tue：Cornelius（偶数月担当）/ジム・オルーク（奇数月担当） wed：折坂悠太（偶数月担当）/青葉市子（奇数月担当） thu：ROTTENGRAFFTY（偶数月担当）/10-FEET（奇数月担当） fri：EGO-WRAPPIN'（偶数月担当）/UA（奇数月担当） | 21:00 ◇ FLAG RADIO mon：くるり, tue：Cornelius（偶数月担当）/ジム・オルーク（奇数月担当） wed：折坂悠太（偶数月担当）/青葉市子（奇数月担当） thu：ROTTENGRAFFTY（偶数月担当）/10-FEET（奇数月担当） fri：EGO-WRAPPIN'（偶数月担当）/UA（奇数月担当） | 21:00 ◇ FLAG RADIO mon：くるり, tue：Cornelius（偶数月担当）/ジム・オルーク（奇数月担当） wed：折坂悠太（偶数月担当）/青葉市子（奇数月担当） thu：ROTTENGRAFFTY（偶数月担当）/10-FEET（奇数月担当） fri：EGO-WRAPPIN'（偶数月担当）/UA（奇数月担当） | 21:00 ◇ FLAG RADIO mon：くるり, tue：Cornelius（偶数月担当）/ジム・オルーク（奇数月担当） wed：折坂悠太（偶数月担当）/青葉市子（奇数月担当） thu：ROTTENGRAFFTY（偶数月担当）/10-FEET（奇数月担当） fri：EGO-WRAPPIN'（偶数月担当）/UA（奇数月担当） |
| 22 | 00 | 22:00 MONONOKE RADIO 村上隆 | 22:00 α-IKIGAI Bar 井上雅博、AMI | 22:00 WEDNESDAY SHELTER Hakubi | 22:00 □ CROSS POINT 小山内信介（Second Royal代表） 番下慎一郎（bud music代表） | 22:00 ◇ OKAZAKI RADIO CHANNEL 岡崎体育 松下友紀（岡崎体育のマネージャー）（奇数月）WAKUWAKU STATION こやまたくや（偶数月） |
| 23 | 00 | 23:00 MAGIC RADIO 福山俊朗 | 23:00 ◇ Midnight Juke Box 蓑輪単志、鮫島秀樹 | 23:00 ◆ ANTHEM SONGS | 23:00 ◇ LUCKY IPPON!! 丸竹夷 | 23:00 K-Style radio 加賀成一 |
| 0  | 00 | 0:00 ◆ OVERSEAS BREEZING | 0:00 ◆ OVERSEAS BREEZING | 0:00 ◆ OVERSEAS BREEZING | 0:00 ◆ OVERSEAS BREEZING | 0:00 BAR NAMIUCHIGIWA ナミウチギワーズ |
| 0  | 30 | 0:00 ◆ OVERSEAS BREEZING | 0:00 ◆ OVERSEAS BREEZING | 0:00 ◆ OVERSEAS BREEZING | 0:00 ◆ OVERSEAS BREEZING | 0:30 ◆ ANTHEM SONGS |
| 1  | 00 | 1:00 ◆ α-MIDNIGHT JAZZ | 1:00 ◆ α-MIDNIGHT JAZZ | 1:00 ◆ α-MIDNIGHT JAZZ | 1:00 ◆ α-MIDNIGHT JAZZ | 1:00 ◆ α-MIDNIGHT JAZZ |
| 2  | 00 | 1:00 ◆ α-MIDNIGHT JAZZ | 1:00 ◆ α-MIDNIGHT JAZZ | 1:00 ◆ α-MIDNIGHT JAZZ | 1:00 ◆ α-MIDNIGHT JAZZ | 1:00 ◆ α-MIDNIGHT JAZZ |
| 3  | 00 | 3:00 T.MAINTE （放送休止時間帯=テストトーン、またはノーDJによる音楽） | 3:00 T.MAINTE （放送休止時間帯=テストトーン、またはノーDJによる音楽） | 3:00 T.MAINTE （放送休止時間帯=テストトーン、またはノーDJによる音楽） | 3:00 T.MAINTE （放送休止時間帯=テストトーン、またはノーDJによる音楽） | 3:00 T.MAINTE （放送休止時間帯=テストトーン、またはノーDJによる音楽） |
| 4  | 00 | 3:00 T.MAINTE （放送休止時間帯=テストトーン、またはノーDJによる音楽） | 3:00 T.MAINTE （放送休止時間帯=テストトーン、またはノーDJによる音楽） | 3:00 T.MAINTE （放送休止時間帯=テストトーン、またはノーDJによる音楽） | 3:00 T.MAINTE （放送休止時間帯=テストトーン、またはノーDJによる音楽） | 3:00 T.MAINTE （放送休止時間帯=テストトーン、またはノーDJによる音楽） |

| 時 | 分 | 土曜日 | 日曜日                                                                       | 日曜日 |
| -- | -- | --- | ---------------------------------------------------------------------------- | ------ |
| 5  | 00 | 5:00 ◆ WHISPERING MOMENT                                                                                         | 5:00 ◆ WHISPERING MOMENT                                                     |        |
| 6  | 00 | 6:00 ◆ CROSSOVER GENERATION                                                                                      | 6:00 ◆ CROSSOVER GENERATION                                                  |        |
| 7  | 00 | 7:00 RADIANT MORNING - sat：しもぐち☆雅充、sun：後藤晃宏                                                         | 7:00 RADIANT MORNING - sat：しもぐち☆雅充、sun：後藤晃宏                     |        |
| 8  | 00 | 7:00 RADIANT MORNING - sat：しもぐち☆雅充、sun：後藤晃宏                                                         | 7:00 RADIANT MORNING - sat：しもぐち☆雅充、sun：後藤晃宏                     |        |
| 9  | 00 | 7:00 RADIANT MORNING - sat：しもぐち☆雅充、sun：後藤晃宏                                                         | 7:00 RADIANT MORNING - sat：しもぐち☆雅充、sun：後藤晃宏                     |        |
| 10 | 00 | 7:00 RADIANT MORNING - sat：しもぐち☆雅充、sun：後藤晃宏                                                         | 7:00 RADIANT MORNING - sat：しもぐち☆雅充、sun：後藤晃宏                     |        |
| 11 | 00 | 11:00 Saturday Junction（FM大阪・Kiss FM KOBEと共同製作） 川原ちかよ、遠藤淳、藤原岬（週替り）                   | 11:00 MUSIC MATCH - 川原ちかよ                                               |        |
| 12 | 00 | 11:00 Saturday Junction（FM大阪・Kiss FM KOBEと共同製作） 川原ちかよ、遠藤淳、藤原岬（週替り）                   | 11:00 MUSIC MATCH - 川原ちかよ                                               |        |
| 13 | 00 | 13:00 JOURNAL CLIPPING - ポール                                                                                  | 13:00 ◇ RUSHMORE SUNDAY - Homecomings                                        |        |
| 14 | 00 | 14:00 J-AC TOP40 - 谷口キヨコ                                                                                    | 14:00 ◇ NEW MUSIC,NEW LIFE - 堀込高樹                                        |        |
| 15 | 00 | 14:00 J-AC TOP40 - 谷口キヨコ                                                                                    | 15:00 ◇ CHARMING BONGO - フラワーカンパニーズ                                |        |
| 16 | 00 | 14:00 J-AC TOP40 - 谷口キヨコ                                                                                    | 16:00 ◇ ON THE SUNNYSIDE - 大江千里                                          |        |
| 17 | 00 | 14:00 J-AC TOP40 - 谷口キヨコ                                                                                    | 17:00 UNDER THE TREES - 河瀨直美                                             |        |
| 18 | 00 | 14:00 J-AC TOP40 - 谷口キヨコ                                                                                    | 18:00 LONG LIFE DESIGN RADIO - ナガオカケンメイ                              |        |
| 19 | 00 | 19:00 NEW J&M THEATER - 三谷昌登、ジェームスJr.                                                                  | 19:00 ◇ Arico Peter’s Restaurant - Arico                                     |        |
| 19 | 30 | 19:30 ◇ CHOPPY DIARY - pod'z                                                                                     | 19:00 ◇ Arico Peter’s Restaurant - Arico                                     |        |
| 20 | 00 | 20:00 ◇ Thirty Note - 和紗                                                                                       | 20:00 FLOWER HUMMING - おおえさき                                            |        |
| 21 | 00 | 21:00 ◇ YUME.COM - 佐々木清次他                                                                                  | 21:00 Another Music Studio - 土山和子                                        |        |
| 22 | 00 | 21:00 ◇ YUME.COM - 佐々木清次他                                                                                  | 21:00 Another Music Studio - 土山和子                                        |        |
| 23 | 00 | 23:00 RADIKAKU サイトウジュン（YOUR SONG IS GOOD） & カクバリワタル（カクバリズム 代表取締役）& オオゼキヤスユキ | 23:00 ◇ windandwindows - 蓮沼執太(偶数月)T.MAINTE （放送休止時間帯）(奇数月) |        |
| 0  | 00 | 0:00 ◆ SOUL TONIC                                                                                                | 0:00 T.MAINTE （放送休止時間帯）                                             |        |
| 1  | 00 | 0:00 ◆ SOUL TONIC                                                                                                | 0:00 T.MAINTE （放送休止時間帯）                                             |        |
| 2  | 00 | 0:00 ◆ SOUL TONIC                                                                                                | 0:00 T.MAINTE （放送休止時間帯）                                             |        |
| 3  | 00 | 3:00 T.MAINTE （放送休止時間帯）                                                                                 | 0:00 T.MAINTE （放送休止時間帯）                                             |        |
| 4  | 00 | 3:00 T.MAINTE （放送休止時間帯）                                                                                 | 0:00 T.MAINTE （放送休止時間帯）                                             |        |

1. ↑  2023年3月までは日曜 16:00 - 17:00、2024年3月までは日曜 13:00 - 14:00
2. ↑  2024年3月までは日曜 15:00 - 16:00
3. ↑  2015年7月から2016年7月までは"d design travel radio"として、2016年8月から2020年3月までは"d&radio KYOTO"のタイトルで放送。

### 放送休止について
2011年以降、2020年3月までは基本的に24時で終了であったが、00分きっかりではなく前番組の終了時間がオーバーして終わることがここ数年しばしば起きていた。これは、19:30枠以降の番組は番組素材を最後まで流すためである。2015年1月のVOICE CHALLENGE放送開始に伴うKP CONNECTIONの短縮以降はこれが顕著になり、放送終了時間が5分程度オーバーすることもあった。また、国政選挙（衆議院議員総選挙・参議院議員通常選挙）や京都府知事選挙、京都市長選挙の投開票日は、20時台以降の番組を一時中断して選挙情勢や開票状況を放送するため、20分以上オーバーする場合もあった。関連して、radikoのタイムフリー機能でこの枠を指定して冒頭から再生させると、前番組のエンディングが数分食い込んできていることもしばしばあった。2019年以降はradikoタイムフリーへの配慮からかそのような構成になることは激減している。

### NON-DJ PROGRAM
以下の番組放送時間中はノンストップで音楽がかかるが、不定期で単発番組やスポンサード番組が入り放送休止ないしは放送曜日の短縮が発生する（特にBREEZINGシリーズ）。
| 番組名                                                      | 備考 |
| ----------------------------------------------------------- | --- |
| α-MEZAMMIN’ JAZZ （アルファ・メザミン・ジャズ）             | 番組名が示す通り、爽やかなジャズをノンストップでかける。 この番組におけるMEZZANINEは特別席を意味する。                                    |
| OVERSEAS BREEZING （オーヴァーシーズ・ブリージング）        | 2020年まで放送していた洋楽カウントダウン番組「OVERSEAS TOP40」ランキングの中から ランダムでセレクトした洋楽ヒットチャートソングを届ける。 |
| J-AC BREEZING （ジェイエイシー・ブリージング）              | α-STATION開局30周年を記念して、「J-AC TOP40」これまでのランキングの中から ヒットチャートソングをノンストップで選曲。                      |
| ANTHEM SONGS （アンセム・ソングス）                         | 夜に聴きたいジャンルレスなアンセム的ソングをプレイリスト化。                                                                              |
| α-MIDNIGHT JAZZ （アルファ・ミッドナイト・ジャズ）          | 特別席を想像させるような極上のJAZZを中心にソフィスケートする                                                                              |
| WHISPERING MOMENT （ウィスパリング・モーメント）            | アングラ・フォークソング・ニューミュージックの世界観をより追及することを目的とした音楽番組。                                              |
| SOUL TONIC （ソウル・トニック）                             | 「80年代リヴァイバル」と「世界的なCityPopムーブメント」のテイストを共通言語「SOUL」をキーワードに“洗練されたポップミュージック”を届ける。 |
| CROSSOVER GENERATION （クロスオーヴァー・ジェネレーション） | 〝圧倒的フュージョン主義〟をキャッチフレーズとして、徹底的にフュージョンのみをオンエアする。                                              |

## 過去の番組

### 開局当時の主な番組（正式には「番組」ではない）
開局当時はDJの事をエアパートナー（AP）と呼んでいた。
※以下の記述は、開局から翌年の改編まで。◆はノンAP。
| 時 | 月 - 金曜日                                | 土曜日                                               | 日曜日                                           |
| -- | ------------------------------------------ | ---------------------------------------------------- | ------------------------------------------------ |
| 5  | 5:00 ◆ α-STREAM                            | 5:00 ◆ ALPHA ZONE                                    | （前日1:00） MU ZONE - Mikailla Walker、三原徹司 |
| 6  | 5:00 ◆ α-STREAM                            | 5:00 ◆ ALPHA ZONE                                    | （前日1:00） MU ZONE - Mikailla Walker、三原徹司 |
| 7  | 7:00 α-MORNING KYOTO - 渡辺大之伸          | 7:00 CRUISIN' KYOTO45 PART1 - 岩崎真理子             | 7:00 CRUISIN' KYOTO45 PART4 - Stephend Suloway   |
| 8  | 7:00 α-MORNING KYOTO - 渡辺大之伸          | 7:00 CRUISIN' KYOTO45 PART1 - 岩崎真理子             | 7:00 CRUISIN' KYOTO45 PART4 - Stephend Suloway   |
| 9  | 7:00 α-MORNING KYOTO - 渡辺大之伸          | 7:00 CRUISIN' KYOTO45 PART1 - 岩崎真理子             | 7:00 CRUISIN' KYOTO45 PART4 - Stephend Suloway   |
| 10 | 10:00 ◆ URBAN HILLS STREET                 | 7:00 CRUISIN' KYOTO45 PART1 - 岩崎真理子             | 7:00 CRUISIN' KYOTO45 PART4 - Stephend Suloway   |
| 11 | 10:00 ◆ URBAN HILLS STREET                 | 7:00 CRUISIN' KYOTO45 PART1 - 岩崎真理子             | 7:00 CRUISIN' KYOTO45 PART4 - Stephend Suloway   |
| 12 | 10:00 ◆ URBAN HILLS STREET                 | 7:00 CRUISIN' KYOTO45 PART1 - 岩崎真理子             | 7:00 CRUISIN' KYOTO45 PART4 - Stephend Suloway   |
| 13 | 10:00 ◆ URBAN HILLS STREET                 | 13:00 CRUISIN' KYOTO45 PART2 - Gary Tegler           | 13:00 CRUISIN' KYOTO45 PART5 - 吉田弘子          |
| 14 | 10:00 ◆ URBAN HILLS STREET                 | 13:00 CRUISIN' KYOTO45 PART2 - Gary Tegler           | 13:00 CRUISIN' KYOTO45 PART5 - 吉田弘子          |
| 15 | 10:00 ◆ URBAN HILLS STREET                 | 13:00 CRUISIN' KYOTO45 PART2 - Gary Tegler           | 13:00 CRUISIN' KYOTO45 PART5 - 吉田弘子          |
| 16 | 10:00 ◆ URBAN HILLS STREET                 | 13:00 CRUISIN' KYOTO45 PART2 - Gary Tegler           | 13:00 CRUISIN' KYOTO45 PART5 - 吉田弘子          |
| 17 | 10:00 ◆ URBAN HILLS STREET                 | 13:00 CRUISIN' KYOTO45 PART2 - Gary Tegler           | 13:00 CRUISIN' KYOTO45 PART5 - 吉田弘子          |
| 18 | 18:00 α-CITY 89.4 - Johannah Eve Sonengerg | 13:00 CRUISIN' KYOTO45 PART2 - Gary Tegler           | 13:00 CRUISIN' KYOTO45 PART5 - 吉田弘子          |
| 19 | 18:00 α-CITY 89.4 - Johannah Eve Sonengerg | 19:00 CRUISIN' KYOTO45 PART3 - Sabelle Dee Caramelli | 19:00 CRUISIN' KYOTO45 PART6 - Duncan Hamilton   |
| 20 | 18:00 α-CITY 89.4 - Johannah Eve Sonengerg | 19:00 CRUISIN' KYOTO45 PART3 - Sabelle Dee Caramelli | 19:00 CRUISIN' KYOTO45 PART6 - Duncan Hamilton   |
| 21 | 18:00 α-CITY 89.4 - Johannah Eve Sonengerg | 19:00 CRUISIN' KYOTO45 PART3 - Sabelle Dee Caramelli | 19:00 CRUISIN' KYOTO45 PART6 - Duncan Hamilton   |
| 22 | 22:00 LOVE TRACK KYOTO - Tommy West        | 19:00 CRUISIN' KYOTO45 PART3 - Sabelle Dee Caramelli | 19:00 CRUISIN' KYOTO45 PART6 - Duncan Hamilton   |
| 23 | 22:00 LOVE TRACK KYOTO - Tommy West        | 19:00 CRUISIN' KYOTO45 PART3 - Sabelle Dee Caramelli | 19:00 CRUISIN' KYOTO45 PART6 - Duncan Hamilton   |
| 0  | 22:00 LOVE TRACK KYOTO - Tommy West        | 19:00 CRUISIN' KYOTO45 PART3 - Sabelle Dee Caramelli | 19:00 CRUISIN' KYOTO45 PART6 - Duncan Hamilton   |
| 1  | 1:00 ◆ TWINKLE25                           | 1:00 MU ZONE - Mikailla Walker、三原徹司             | 1:00 ◆ OMEGA ZONE                                |
| 2  | 1:00 ◆ TWINKLE25                           | 1:00 MU ZONE - Mikailla Walker、三原徹司             | 2:00 T.MAINTE                                    |
| 3  | 1:00 ◆ TWINKLE25                           | 1:00 MU ZONE - Mikailla Walker、三原徹司             | 2:00 T.MAINTE                                    |
| 4  | 1:00 ◆ TWINKLE25                           | 1:00 MU ZONE - Mikailla Walker、三原徹司             | 2:00 T.MAINTE                                    |

1. ↑  ただし時折「ゲストAP」と称したアーティストなどが1時間を使って不定期に登場

### 2009年4月改編で終了した番組
2009年4月、全体の70％にも及ぶ大改編を実施し、多くの番組が終了した。
| 番組名                   | 放送時間                    | 終了時のDJ                          |
| ------------------------ | --------------------------- | ----------------------------------- |
| MORNING BREATH           | 月 - 金 10時00分 - 11時00分 | ノンDJ                              |
| AFTERNOON BREATH         | 月 - 金 15時00分 - 16時00分 | ノンDJ                              |
| ROUTE 894                | 月 - 木 16時00分 - 19時00分 | 月・火：林智美 水・木：大久保かれん |
| NEO SWING（第1期）       | 月 - 木 19時00分 - 20時00分 | 月・火：桜みずほ 水・木：内田みずき |
| SURPASS DIRECT WAVE      | 月 24時00分 - 25時00分      | 榊原大                              |
| PAN PAN FACTORY          | 火 24時00分 - 25時00分      | たむらぱん                          |
| BREAKER'S NIGHT（第1期） | 火 24時00分 - 25時00分      | 片山ブレイカーズ                    |
| GARYU'S BAR              | 水 24時00分 - 25時00分      | 三井雅弘                            |
| Radio Scrap              | 木 24時00分 - 25時00分      | 加藤隆生、松田暢子                  |
| SUMMER SPUR              | 木 25時00分 - 26時00分      | fulare_pad                          |
| Be In Harmony            | 金 24時00分 - 25時00分      | SANISAI                             |
| Anges party              | 金 25時00分 - 26時00分      | YAK.                                |
| Saturday Journal         | 土 7時00分 - 9時00分        | 福岡千幸                            |
| Midnight Session         | 土 25時00分 - 26時00分      | イデハル                            |
| SWINGIN' SUNDAY          | 日 14時00分 - 16時00分      | 久米村直子、MASAO                   |
| PASTIME PARADISE         | 日 19時00分 - 20時00分      | 岡本仁志                            |
| Gulliver Get〜EPISODE〜  | 日 22時30分 - 23時00分      | Gulliver Get                        |

1. ↑  2012年1 - 3月の間、金曜20 - 21時に第2期を放送。（DJ：秋田美幸）
2. ↑  2014年9月より第2期が放送されている。ただし、番組名の表記が"BREAKERS NIGHT"に変更されている。

### 2015年4月改編で終了した番組
2015年4月1日より、"アーティスト"や"キュレーター&アイコン集団"をDJに迎え、好奇心旺盛で本質を強く求め、こだわりを持つ「京都人」をリスナーから輩出する『京都人プロジェクト』を開始。これは、2014年4月に開始したradiko.jp プレミアムで聴取するエリア外（番組にもよるが、関東や北海道などからも便りが届いている）のリスナーの増加がある。そこで、従来からのリスナーが離れる覚悟をしつつ、放送局のコンセプトまでも一新する"勝負"に出た。
これに伴い2015年4月改編では、2009年4月改編を上回る80%の番組を実施し、アーティストや音楽プロデューサーが担当する番組の大幅な拡充を実施した一方、いわゆる情報番組やリクエスト番組の放送時間短縮、さらにノンDJ番組の大幅な拡充が実施された。
| 番組名                      | 放送時間                      | 終了時のDJ                       | 放送開始   |
| --------------------------- | ----------------------------- | -------------------------------- | ---------- |
| SUNRISE EMOTION             | 月 - 金 5時00分 - 6時00分     | ノンDJ                           | 1994年4月  |
| α-MORNING KYOTO ANNEX       | 月 - 金 10時00分 - 11時00分   | 月 - 木 西田育弘, 金 秋田美幸    | 2013年4月  |
| MUSIC STAMP                 | 月 - 木 19時00分 - 21時00分   | 月・水 前田彩名, 火・木 吉村和人 | 2013年4月  |
| MIXED NUTS（第2期）         | 金 22時00分 -25時00分         | 後藤晃宏                         | 2013年4月  |
| TEQUILA EXPRESS 23          | 月 - 木 23時00分 - 24時00分   | 三嶋真路                         | 2013年4月  |
| Tribe Kyoto Rocks           | 金 25時00分 -26時00分         | 眞崎直子                         | 2014年4月  |
| MIDNIGHT BREATH             | 月 - 土 25時00分- 29時00分    | ノンDJ                           |            |
| RADIO LABO （30分番組時代） | 土 6時30分 - 7時00分          | 隂山英男 & 秋田美幸              | 2013年10月 |
| α-KYOTO CONTENTS FILE       | 日 7時00分 - 12時00分         | 川原ちかよ                       | 2012年4月  |
| Branding Hit Kyoto          | 日 19時30分 - 20時00分        | 稲田楓 & Rina（Carat）           | 2014年4月  |
| IN THE GROOVE               | 日 20時00分 - 21時00分        |                                  | 2009年?月  |
| VOICE CHALLENGE             | 日 22時00分 - 23時00分        | 声優魂京都大会入賞者             | 2015年1月  |
| α-JAZZ SITE（第2期）        | 土 24時00分 - 25時00分        | 佐藤弘樹                         | 2013年4月  |
| DARK NATION                 | 毎月第3土 25時00分 - 26時00分 | フクヤマトシキ                   | 2011年7月  |

1. ↑  2014年4月 - 9月は火曜 24:00 - 25:00に、2014年10月は火曜 25:00 - 26:00に放送。
2. ↑  金曜・第1,3土曜は26時00分開始
3. ↑  編成上のデイブレイク（ノンDJ番組からDJが出演する番組に切り替わる時間の意）が全曜日とも6時に繰り上げられたことに伴い、6時からの1時間番組に拡大、併せて番組内容のリニューアルが行われた。
4. ↑  2012年4月 - 2013年3月までは、金曜21:00 - 23:00に放送。
5. ↑  番組開始-2012年5月11日まで、DJは西田育弘 & 伊藤みく → 5月18日 - 2013年3月までは西田育弘 & 前田彩名が担当。
6. ↑  番組開始 - 2014年6月まで、DJは糸あゆみ & Verge → 7月 - 9月まではVergeが担当。
7. ↑  番組開始 - 2012年3月までは、毎月第1木曜25:00 - 26:00に放送。

### その他、終了した主な番組
| 番組名                                               | 終了時の放送時間           | 終了時のDJ                                                                          | 放送開始     | 放送終了   |
| ---------------------------------------------------- | -------------------------- | ----------------------------------------------------------------------------------- | ------------ | ---------- |
| Request Square                                       | 月 - 金 16:00 - 19:00      | 久米村直子, ポール                                                                  |              |            |
| α-IMAGE ARTIST PROGRAM                               | 土 22:00 - 24:00           | （イメージアーティスト）                                                            | 1994年4月    | 2004年3月  |
| MAGICAL STREAM                                       | 月 - 金 24:00 - 25:00      |                                                                                     | 1994年4月    | 2006年3月  |
| RADIO CALLING                                        | 火 25:00 - 26:00           | 高鈴                                                                                | 2004年10月   | 2006年3月  |
| NEWBERRY SPIRIT                                      | 木 25:00 - 26:00           | 八雲ふみね                                                                          | 2004年4月    | 2006年3月  |
| JUNGLE TUMBLE                                        | 金 19:00 - 20:00           | L⇔R                                                                                 | 1993年10月   | 1993年12月 |
| TAKE A CHANCE                                        | 金 19:00 - 20:00           | 樋口了一                                                                            | 1994年1月    | 1994年3月  |
| SUNSHINE SMILE                                       | 日 8:00 - 9:00             | 樋口了一                                                                            | 1994年4月    | 1994年6月  |
| MOONLIGHT FISH                                       | 日 21:00 - 22:00           | 樋口了一                                                                            | 1994年7月    | 1995年3月  |
| BURNIN' POCKET                                       | 金 25:00 - 27:00           | 後藤晃宏                                                                            | 1999年4月    | 2006年3月  |
| MIXED NUTS                                           | 金 27:00 - 29:00           | 後藤晃宏                                                                            | 1998年4月    | 1999年3月  |
| SMASHED NUTS                                         | 金 27:00 - 29:00           | 後藤晃宏                                                                            | 1999年11月   | 2003年3月  |
| i-MAGINARY PLANET                                    | 金22:00 - 25:00            | ポール / 川原ちかよ                                                                 | 2001年4月    | 2005年3月  |
| BLUE MERMAID                                         | 日 20:00 - 21:00           | 辺見えみり                                                                          |              |            |
| LIVE IN CLOVER                                       | 日 25:00 - 26:00           | つじあやの                                                                          | 1999年7月    | 2000年12月 |
| SUKIMA MUSIC                                         | 日 25:00 - 26:00           | キセル                                                                              | 2001年1月    | 2001年9月  |
| LADIES POP MUSEUM                                    | 土 18:00 - 19:00           | 西邑理香                                                                            | 1994年4月    | 1995年3月  |
| MAI-K Baby I Like                                    | 土 24:00 - 25:00           | 倉木麻衣                                                                            | 2003年4月    | 2004年3月  |
| SKY DRIVERS RADIO                                    | 土 24:00 - 25:00           | 堂島孝平                                                                            | 2005年10月   | 2006年3月  |
| PARKSIDE JAM                                         | 土 25:00 - 26:00           | 月替わり                                                                            | 2004年4月    | 2006年3月  |
| GIFT OF THE HEART                                    | 土 27:00 - 28:00           | 持田真樹                                                                            | 1994年7月    | 1995年3月  |
| CUT BACK                                             | 土 24:00 - 25:00           | 井筒和幸                                                                            | 2006年4月    | 2006年10月 |
| UNCHAINED MUSIC                                      | 火 24:00 - 25:00           | UNCHAIN                                                                             |              |            |
| POP LABO                                             | 火 25:00 - 26:00           | Clownfish                                                                           | 2007年7月    | 2007年12月 |
| MELODISM                                             | 水 25:00 - 26:00           | ナスカ                                                                              |              |            |
| HALFTIME                                             | 木 25:00 - 26:00           | HALFBY                                                                              |              |            |
| Gulliver Get〜MACHIARUKI〜                           | 日 21:30 - 22:00           | Gulliver Get                                                                        | 2007年10月   | 2008年3月  |
| MOONLIGHT WALK FRIDAY                                | 金20:00 - 22:00            | 辻野ヒロシ                                                                          | 2009年4月    | 2010年3月  |
| RADIO DOG-YEAH!                                      | 火 24:00 - 25:00           | Chicago Poodle                                                                      | 2009年4月    | 2010年3月  |
| KISSA NOUVELLE VAGUE                                 | 土 23:00 - 24:00           | HANAGATA                                                                            | 2008年4月    | 2010年3月  |
| URBAN STORM                                          | 土 24:00 - 26:00           | 鈴木しょう治                                                                        |              |            |
| OLD PAL                                              | 土・日 6:00 - 7:00         | ノンDJ                                                                              |              |            |
| ECO FLAVOR SEA                                       | 木 25:00 - 26:00           | ノンDJ                                                                              | 2009年4月    | 2010年3月  |
| ECO FLAVOR RIVER                                     | 月 - 土 28:00 - 29:00      | ノンDJ                                                                              | 2009年4月    | 2010年3月  |
| FEEL THE HANNARISM                                   | 日 20:30 - 21:00           | 常深裕司                                                                            |              |            |
| MIXED MODS                                           | 最終金 25:00 - 29:00       | 後藤晃宏                                                                            | 2010年4月    | 2010年10月 |
| Hello! Hello!! DUFF!!!                               | 水21:00 - 22:00            | DUFF                                                                                | 2010年1月    |            |
| α-ACADEMIC SPECTRUM                                  | 日 23:00 - 24:00           | 吉田進, 秋田美幸 ゲスト：京都大学の教員                                             | 2010年10月   | 2011年6月  |
| BAND LOVERS                                          | 水 21:00 - 22:00           | THE OPENING CLOUD                                                                   |              | 2011年6月  |
| YAM YAM YAMMY                                        | 月 21:00 - 22:00           | YAMMY                                                                               | 2009年4月    | 2011年7月  |
| made in kyoto                                        | 金 20:00 - 21:00           | マツモトアキノリ or 福岡千幸                                                        | 2011年4月    | 2011年12月 |
| NEO SWING（第2期）                                   | 金 20:00 - 21:00           | 秋田美幸                                                                            | 2012年1月    | 2012年3月  |
| MOONLIGHT WALK                                       | 日 21:00 - 23:00           | ポール                                                                              |              | 2012年3月  |
| GARYU'S BAR                                          |                            | 三井雅弘                                                                            |              |            |
| RADIO B☆B                                            | 土 20:30 - 21:00           | しもぐち☆雅充, 前田彩名                                                             | 2011年4月    | 2013年3月  |
| B-ism Radio!                                         | 日20:30 - 21:00            | 佛教大学放送局BBC                                                                   | 2011年11月   | 2013年3月  |
| DJ LEAD LIVE IN THE MIX                              | 水24:00 - 25:00            | DJ LEAD, TARBO                                                                      | 2012年2月    | 2013年6月  |
| LOVE & HARMONY                                       | 木24:00 - 25:00            | YAK.                                                                                | 2011年8月    | 2013年9月  |
| SHIMANCHU‐NU WAVE（第2期）                           | 水 24:00 - 25:00           | 浜本愛里                                                                            | 2013年7月    | 2013年10月 |
| JIDAI MAP MEETING                                    | 金 20:00 - 21:00           | ゴルゴ松本（TIM） えとう窓口（Wエンジン） 松岡満（時代MAP編集長）                   | 2008年8月    | 2013年12月 |
| Club-α                                               | 火 24:00 - 25:00           | DJ Niche                                                                            | 2008年2月    | 2014年3月  |
| GIFT FROM KAMPO                                      | 最終土 6:00 - 6:30         | 前田彩名, 西島訓克                                                                  | 2014年1月    | 2014年4月  |
| JAZZ & BAR KYOKO（第1期）                            | 第2土 25:00 - 26:00        | 遠藤恭子                                                                            | 2012年4月    | 2014年5月  |
| YOUNG BOO! BOO!                                      | 木24:00 - 25:00            | 三匹の子豚                                                                          | 2013年10月   | 2014年6月  |
| DEEP BLUE SKY                                        | 第4土 25:00 - 26:00        | 遠藤恭子                                                                            | 2013年10月   | 2014年6月  |
| STAR TRAVELER（第1期）                               | 金 20:00 - 21:00           | しもぐち☆雅充                                                                       | 2013年11月   | 2014年7月  |
| RADIO SPOT RAG                                       | 水24:00 - 25:00            | 安達久美                                                                            | 2013年9月    | 2014年8月  |
| α-SPECIAL TALK by UEDA JYUKU                         | 金 25:00 - 26:00           | 上田一貴                                                                            | 2014年9月    | 2014年10月 |
| NIGHT & HARMONY                                      | 金 22:00 - 23:00           | YAK.                                                                                | 2014年7月    | 2015年9月  |
| STARDUST PARADE                                      | 月 - 木曜 22:00 - 23:00    | 前田彩名                                                                            | 1996年4月    | 2016年3月  |
| STEEL HEARTS                                         | 金 22:00 - 23:00           | BLACK YAK.                                                                          | 2015年10月   | 2016年3月  |
| QUESTION CUT                                         | 月 - 土 25:00 - 27:00      | ノンDJ                                                                              | 2015年4月    | 2016年3月  |
| TWILIGHT AVENUE（第2期）                             | 日 18:00 - 19:00           | 後藤晃宏                                                                            | 2015年4月    | 2016年3月  |
| RELAXIN' PORTER                                      | 日 20:00 - 21:00           | 第1 - 3週目："EXTRA PORTER" 第4週目：上中丈弥（THEイナズマ戦隊） 第5週目：DJ SANCON | 2013年4月    | 2016年3月  |
| ULTRA RADIO                                          | 日 22:00 - 23:00           | ウルトラタワー                                                                      | 2014年8月    | 2016年3月  |
| BREAKERS NIGHT（第2期）                              | 日23:00 - 24:00            | 片山ブレイカーズ＆ザ☆ロケンローパーティ                                             | 2014年9月    | 2016年3月  |
| DEEP BLUE SEA                                        | 第4土 23:00 - 24:00        | 遠藤恭子                                                                            | 2015年10月   | 2016年6月  |
| OKAZAKI LOOPS                                        | 日 19:30 - 20:00           | 川原ちかよ                                                                          | 2016年1月    | 2016年9月  |
| STAR TRAVELER（第2期）                               | 火 24:00 - 25:00           | しもぐち☆雅充, "COZY & MAKI"                                                        | 2014年10月   | 2015年3月  |
| STAR TRAVELER（第3期）                               | 金 20:00 - 21:00           | しもぐち☆雅充                                                                       | 2015年4月    | 2016年9月  |
| KYOTO NATION                                         | 土 19:00 - 20:00           | フクヤマトシキ & AMI                                                                | 2010年4月    | 2017年3月  |
| READY STEADY GO                                      |                            |                                                                                     |              |            |
| The Time Again                                       | 木・金 23:00 - 24:00       | ムッチー                                                                            |              |            |
| α-MORNING GOLD                                       | 金 7:00 - 10:00            |                                                                                     | 2016年4月    | 2019年7月  |
| α-DAYLIGHT CALL                                      | 土・日 12:00 - 14:00       | 前田彩名                                                                            | 1995年4月    | 2020年3月  |
| OVERSEAS TOP40                                       | 日 15:00 - 17:00           | ポール                                                                              |              | 2020年3月  |
| JAZZ & BAR KYOKO（第2期）                            | 第3土 24:00 - 25:00        | 遠藤恭子                                                                            | 2015年10月   | 2024年12月 |
| MIDNIGHT ROCK CITY                                   | 月 - 金 25:00 - 27:00      |                                                                                     | 1994年4月    |            |
| JAPANESE DREAM                                       | 土 24:00 - 27:00           | 富澤一誠                                                                            | 1994年4月    |            |
| RADIO-X                                              | 月 - 金 25:00 -            |                                                                                     |              |            |
| DELICIOUS DONUT                                      |                            |                                                                                     |              |            |
| Radio Handsome                                       |                            |                                                                                     |              |            |
| ビリケンの夜から朝礼                                 |                            |                                                                                     |              |            |
| SOME LIKE EDGE!                                      |                            |                                                                                     |              |            |
| ANOTHER VIEW OF KYOTO                                | 月・火 15:00 - 16:00       | 川原ちかよ                                                                          | 2022年4月    | 2023年3月  |
| VIEWTIFUL POINT                                      | 金 15:00 - 16:00           | 梅山茜, 若村亮                                                                      | 2022年4月    | 2023年3月  |
| SPORTS MATCH                                         | 月 19:00 - 21:00           | 江間丈                                                                              | 2022年4月    | 2023年3月  |
| Logic Radio                                          | 月 22:00 - 23:00           | 松武秀樹                                                                            | 2020年4月6日 | 2024年3月  |
| KYOTO MUSIC SHELF                                    | 月 24:00 - 25:00           | 行貞（KYOTO MUSE ヤマダ（GATTACA） モグラ（Live House nano）                        |              | 2024年3月  |
| TUNING ROOM 〜featuring Osaka Shion Wind Orchestra〜 | 日 12:00 - 13:00           | 向井亜季, Osaka Shion Wind Orchestra楽団員                                          |              | 2024年3月  |
| kmf REDIO                                            | 第2・4・5 土 24:00 - 25:00 | M.W.L.PRODUCERS                                                                     |              | 2024年3月  |

| DJ                                                                       | 担当曜日     | 放送開始  | 放送終了  |
| ------------------------------------------------------------------------ | ------------ | --------- | --------- |
| 小山内信介（Second Royal代表取締役） & 番下慎一郎（bud music代表取締役） | 毎週水曜     | 2015年4月 | 2016年3月 |
| 坂本慎太郎（元 ゆらゆら天国）                                            | 偶数月の水曜 | 2016年4月 | 2017年2月 |
| つじあやの                                                               | 偶数月の火曜 | 2015年4月 | 2017年2月 |

1. ↑  過去には、チャールズ・グラバー→マックス→ ダンカン・ハミルトンが担当していた。
2. ↑  同タイトルの番組は過去にもアーティスト番組として存在
3. ↑  1994年4月 - 9月は土20:00 - 21:00
4. ↑  1994年4月 - 9月は斉藤和義
5. ↑  金19:00 - 24:00→19:00 - 22:00（2001年4月 - ）→25:00 - 29:00（2003年4月 - 。SMASHED NUTSを吸収）→25:00 - 27:00（2005年10月 - ）
6. ↑  2005年9月までアシスタントDJが付いていた。初代のアシスタントDJは川原ちかよ。2代目はよしみなおみ。4代目はミク。
7. ↑  TWILIGHT AVENUEに引き継ぎ
8. ↑  開始時は、土 27:00 - 29:00
9. ↑  BURNIN' POCKETに引き継ぎ
10. ↑  開始時は、土 27:00 - 29:00
11. ↑  BURNIN' POCKETに吸収・統合
12. ↑  開始時は、金 22:00 - 26:00
13. ↑  開始時は、橋本悠督 / 川原ちかよ
14. ↑  川原は2005年4月からは、新設されたSTARDUST PARADE金曜を担当
15. ↑  1994年9月までは 土 13:00 - 14:00に放送
16. ↑  同タイトルの番組は過去にもアーティスト番組として存在
17. ↑  スチャダラパー、SOULHEADなど日本のアーティストが月替わりで登場
18. ↑  1994年7月 - 12月は清水綾子
19. ↑  2009年4月改編で"MOONLIGHT WALK"の月 - 木曜版が1時間に短縮されたことに伴い、同改編で短縮されなかった金曜版のタイトルを改題して放送。
20. ↑  2009年3月まで 日 9:00 - 11:00に放送
21. ↑  茂山正邦・宗彦・茂・逸平・童司が週代わりで担当
22. ↑  番組開始 - 2010年3月までは月曜 24:00 - 25:00に放送
23. ↑  番組開始 - 2011年3月までは、日曜 24:00 - 25:00に放送。
24. ↑  放送当時のエフエム京都代表取締役。2014年に退任し、2015年現在は同社最高顧問。
25. ↑  番組開始 - 2011年3月までは大学院理学研究科・理学部の教員が、4月 - 番組終了までは大学院文学研究科・文学部の教員が週替わりで出演した。
26. ↑  番組開始 - 2010年3月まで水曜24:00 - 25:00に放送
27. ↑  マツモトと福岡は週替わりで出演。
28. ↑  1994年 - 2009年3月まで放送された第1期では、当番組のDJに限りCASTERと称していたが、第2期では2012年1月時点の番組表上もDJと書かれていた。
29. ↑  2006年3月まで月 - 木曜 20:00 - 22:00に、2006年4月 - 2009年3月は月 - 金曜 20:00 - 22:00に、2009年4月 - 2010年3月は月 - 木曜 21:00 - 22:00に放送。
30. ↑  2000年4月 - 2002年3月までダンカン・ハミルトンが単独で、2002年4月 - 12月まではミク（月曜）、尾上さとこ（火曜）、李由美（水曜）、辻野ヒロシ（木曜）が曜日替わりで、2003年1月 - 3月まで尾上さとこ（月・火）、辻野ヒロシ（水・木）を担当した。その後、月・火曜担当が2003年4月 - 2004年3月までを柿元恵美、2004年4月 - 2006年3月までをマツモトアキノリとDJが交代したのに対し、水・木曜担当が辻野ヒロシが一貫して担当した。2006年4月 || 2009年3月は辻野ヒロシ（月 - 木）、しもぐち☆雅充（金）
31. ↑  番組開始 - 2013年3月まで、火曜25:00 - 26:00に放送
32. ↑  番組開始 - 2013年3月まで、月曜21:00 - 22:00に放送
33. ↑  α-STATIONの番組を他局でもネットした珍しい番組。2009年7月 - 2010年9月（閉局）までradio-iで放送。ネット開始 - 2010年3月まで放送枠上は同時ネット。2010年4月 - radio-i閉局まで、radio-iは3時間遅れで放送であった。
34. ↑  番組開始 - 2008年9月は水曜 25:00 - 26:00に、2008年10月 - 2010年3月は金曜 24:00 - 25:00に、2010年4月 - 2012年3月は金曜 21:00 - 22:00に放送
35. ↑  番組開始 - 2011年3月まではビビる大木 & 松岡満
36. ↑  番組開始 - 2008年?月は水曜25:00 - 26:00に、2008年?月 - 2009年3月は土曜 26:00 - 27:00に、2009年4月 - 2010年3月は火曜 25:00 - 26:00に放送。
37. ↑  なごみグリーン薬局店主
38. ↑  2015年10月 - 2024年12月の間、第2期を毎月第3土曜の23:00 - 24:00に放送していた
39. ↑  2013年11月 - 12月は水曜 24:00 - 25:00に放送
40. ↑  しもぐちに加え、旅行アドバイザーとして"COZY & MAKI"（H. I. S関西営業本部に勤務する井原光司と大家真希）も出演。ただし、"COZY & MAKI"は週替わりで出演する学生との青春座談会や旅行に関するトピックスを扱う際のコーナー出演であった。
41. ↑  初回を除いて生放送だったため、夏休みの繁忙期に近づくにつれ"COZY & MAKI"のどちらかが遅刻や休演することが増えてきたこともあり、終了
42. ↑  番組開始 - 2013年12月は金曜 25:00 - 26:00に放送
43. ↑  番組開始 - 2015年3月までは、木曜 24:00 - 25:00に放送
44. ↑  YAK.のデビュー10周年を迎え、楽曲のジャンルをJ-POPからヘヴィメタルに移行することに伴い終了。（正確には番組の全面リニューアルと改題）
45. ↑  ＹＡＫ.からBLACK YAK.へ。,やっく。ＮＥＷＳ,YAK. ゆうみ オフィシャルブログ 「ゆーsanぶろぐ。」 Powered by Ameba
46. ↑  番組開始 - 2015年3月は日曜 17:00 - 19:00に、2015年4月 - 12月は日曜 19:30 - 21:00に放送
47. ↑  週替わりのゲスト
48. ↑  番組開始 - 2015年3月はすべての週で川島郁子
49. ↑  番組開始 - 2015年3月は金曜 20:00 - 21:00に放送
50. ↑  番組開始 - 2015年3月は水曜 24:00 - 25:00に放送
51. ↑  番組内のコーナー"BREAKERS NEWS"については、同局Line Casterの宮本瞳が担当。（ただし、2014年9月3日放送回では別の男性が、"ULTRA RADIO"とのコラボ企画として放送された、2015年11月15日放送回では『"BREAKERS NIGHT"のヌシ』が担当。）
52. ↑  2016年9月3日・4日（9月2日に前夜祭として“京響プレミアム SYMPHONIC EVOLUTION SPECIAL − YEN TOWN BAND ORCHESTRA”が開催）に京都市左京区岡崎界隈（メイン会場はロームシアター京都）で行われた複合的な音楽イベント"OKAZAKI LOOPS"のプローションとともに、同年1月10日に再開館したロームシアター京都をはじめとする岡崎地区の魅力を伝える番組であった。ちなみに、音楽イベント"OKAZAKI LOOPS"の主催者である“OKAZAKI LOOPS実行委員会”にはエフエム京都も名を連ねた。
53. ↑  2014年夏休みの繁忙期に近づくにつれ遅刻や休演することがのケースが増えた"COZY & MAKI"に配慮し、夏の繁忙期が終わった2014年10月に録音番組として再開。
54. ↑  H. I. S関西営業本部に勤務する旅行アドバイザーの井原光司と大家真希
55. ↑  2015年3月で"COZY & MAKI"が降板しコーナーも大幅に変更されたためか、番組内では2015年4月以降3rd Stageと表現。このことから、便宜上 2015年3月以前を第2期、同年4月以降を第3期とする。
56. ↑   2016年4月改編で、土曜 24:00 - 25:00にも本放送から6日遅れで再放送を実施
57. ↑  番組開始 - 2013年3月は"FUNATSURU KYOTO KAMOGAWA RESORT presents 『KYOTO NATION』"というタイトルで、火曜21:00 - 22:00に放送
58. ↑  番組開始 - 2013年3月は、フクヤマトシキ & 森夏子が担当。結婚をテーマにした番組だったため、2012年に森が結婚したことにより2013年4月改編で森が降板
59. ↑  2017年3月まで、毎月第3土曜の23:00 - 24:00に放送
60. 1 2 3  NACK5からの同時ネット
61. ↑  開始時は、日 21:00 - 26:00
62. ↑  当局では「MIDINIGHT SCHOOL」と改題
63. ↑  らくたび代表取締役
64. ↑  2023年3月までは水曜 22:00 - 23:00
65. ↑  2023年3月までは火曜22:00 - 23:00
66. ↑  京都メトロ、京都ワールド、LAB TRIBEの各クラブプロデューサーが週替わりでメインDJとして出演。
67. ↑  ナレーション：片木希依（jizue）
68. ↑  2016年5月から2017年3月まで、前月放送分の再放送を奇数月火曜の23:00 - 24:00に放送

## Information
α-STATIONで放送されている生活情報のコーナー。番組の合間に入れられる。開局当初は「α-LINE」という共通のタイトルがついていた。詳しい放送時間は番組表を参照のこと。
Headline News（ヘッドライン・ニュース）
ジングルの後、「HEADLINE NEWS」とコールされ開始。2025年4月以降は 月・水・金・土曜の11:10 - 17:00 の時間帯でLine Caster（ラインキャスター）が読む他はDJが読んでいるが、それ以前は平日8時・9時以外の全ての時間帯でLine Caster（ラインキャスター）が読んでいた。さらに、かつては一部の番組を除いてDJが読んでいた時期もあった。過去には「ENGLISH HEADLINE NEWS」という英語のみのニュースが、α-MORNING KYOTOやOVERSEAS TOP40で放送されていた。
月・水曜 6回、火・木・金曜 5回、土曜 3回、日曜 1回。
Weather Line（ウェザー・ライン）
ジングルの後、「WEATHER LINE」とコールされ開始。京都府だけでなく、関西一円（和歌山県を除く）の天気を伝える。2025年4月以降は月・水・金・土曜はLine Casterが、それ以外の曜日はDJが読んでいるが、2020年4月 - 2025年3月は全時間帯にLine Casterが読んでいた。
かつては平日も複数回設定されていたが、各生番組内で天気を伝えるようになった結果、平日にWEATHER LINEとして設定されているのは1回だけとなり、その後、金曜の設定がなくなっていたが、2021年の改編により金曜の放送が復活した。
平日 1回、土曜 2回、日曜 1回。
Traffic Line（トラフィック・ライン）
ジングルの後、「TRAFFIC LINE」とコールされ開始。JARTIC京都の担当者により、近畿の高速道路の状況、京都府内の一般道路の状況の順に伝える。なお、平日 16時台は滋賀県内の一般道路の状況も併せて伝えられる。かつては平日 17時台に奈良県内の一般道路の状況も併せて伝えられていたが、2009年4月より後述のNARA Traffic Lineとして独立した。
平日 8回、土曜 6回、日曜 2回。
NARA Traffic Line（ナラ・トラフィック・ライン）
ジングルの後、「NARA TRAFFIC LINE」とコールされ開始。JARTIC奈良の担当者により、奈良県内の高速道路、一般道路の状況を伝える他、京都センターの情報と隣接しない平日・土曜午前は近畿の高速道路の状況も伝える。
平日・土曜 2回、日曜1回。
Garage Line
ジングルの後、「GARAGE LINE」とコールされ開始。京都市内の駐車場の利用状況（空車率）を伝える。
平日 2回、土曜 1回、日曜 1回。
- Informationに提供がある場合、コールの後、「（is）Brought to you by（企業名）」のナレーションが入る。企業名は、英語・日本語問わずそのままで読まれるが（村田機械 → Murata Kikaiなど）

## 他局との関係
α-STATIONは基本的に全時間帯に於いて自主制作であるが、時々他局とのコラボレーションや同時編成、他局番組をネット受け（送り）を行った例もある。

### Kiss-FM KOBE（独立局時代）
Kiss-FM KOBEが独立局であった頃は、不定期ながら、共同で番組制作を行っていたことがある。例えば、
- 1992年、バルセロナオリンピック期間中、「Olympic Radio from Barcelona」と題し、朝5:00 - 6:00の試合速報、深夜時間帯で女子マラソンや男子マラソン中継を両局の共同制作でそれぞれ放送していた。ともに、音楽が中心で、そこに実況や試合速報の情報コーナーを挿入するスタイル。スポンサーCMは全民放共通番組のものがそのまま流されたため、企画ネットという見方もできる。
- 1993年以降にも、東京ディズニーランド開園10周年記念、阪神淡路大震災関連での同時編成の例などがあった。

### NACK5
1994年4月には、NACK5との間で「FIS」（フィス）という番組交換システムが導入され、『MIDNIGHT ROCK CITY』『JAPANESE DREAM』などNACK5発の一部の番組をネットしていた時期もあった。逆に、α-STATIONからは『MIDNIGHT BREATH』が供給された。
数年後、同社制作の『RADIO-X』を一部時間のみネット受けしたこともある。

### KBS京都
2006年11月3日の10時00分から15時59分までの6時間、KBS京都ラジオとの共同企画「KYOTO RADIO DAY」を実施。α-STATIONとKBS京都ラジオが同じ内容の番組編成を両局同時放送という、FMとAMの垣根を越えた特別番組を放送した。これは、α-STATIONの開局15周年とKBS京都ラジオの開局55周年を記念した企画であった。
α-STATIONからは佐藤弘樹、茂山千三郎、森夏子、谷口キヨコらの人気DJが出演し、KBS京都からは森谷威夫、村上祐子ら同局のアナウンサーや森脇健児、梶浦梶子などの人気DJが出演した。この間のニュースは、KBS発の「京都新聞ニュース」がKBSのジングル付きでそのままα-STATIONでも放送された（担当は梶原誠アナウンサー）。交通情報と天気予報もKBS発だったがαのBGMを使用し、天気予報はラインキャスターの百鳥秀世がKBSに出向き担当した。CMもα-STATION、KBSとも差し替え無しで同じものが流れた（なお、KBSテレビで事前に放映された番宣CMは、KBSテレビとα-STATION双方に出演中の谷口キヨコが担当した）。
2007年も、9月24日の10時00分から16時00分までの6時間、"ECOES"と題して環境と文化をテーマに放送され、放送にはグリーン電力を用いて行われた。ゲストは堀ちえみ他が出演した（月曜日の放送のため、fm osaka（現：FM OSAKA）でレギュラー番組のある谷口キヨコは出演していない）。
なお、2006年の放送時に両局は「同一地域に本社を置くAM局とFM局が同一番組を県域規模で放送するのは日本初」としていたが、過去に同様の前例がいくつか存在している。
2021年、開局30周年を迎えるα-STATIONと開局70周年を迎えるKBS京都が、αが開局した7月からKBS開局の12月までの期間限定で記念特別番組『α-STATION・KBS京都 Wアニバーサリースペシャル ラジオで、つながる。〜あなたへの合わせて100年の想いを〜』を放送予定。

### NHK
- 2009年10月31日（暦日上は11月1日）には、NHK総合テレビジョンの『今夜も生でさだまさし』との同時放送を行なった。京都府内ではテレビとラジオで楽しめる（事実上のサイマル放送）内容となった。

### JFN系列
2020年代以降は独立局でありながらJFN系列局との関わりが深くなっている。
2020年12月31日から翌2021年1月1日にかけて「村上RADIO 年越しスペシャル〜牛坂21〜」を自社スタジオからJFN加盟38局に向けて裏送り形式で放送したほか（α-STATION自体は当日も通常編成）、同月からは「SUNNY SIDE BALCONY」・「LOVE FLAP」（FM大阪）・「テンション!!!!」（Kiss FM KOBE）の3番組合同で同時進行コーナーとなる「ZOOM IN KANSAI」を同年3月まで実施。そして同コーナーが発展する形で翌4月からは3局共同製作番組となる「Saturday Junction」を開始している。2023年1月1日には「村上RADIO特別版 戦争をやめさせるための音楽」がα-STATIONローカルで放送された。
また、Kiss FM KOBEのJFN加盟直後にも、同社制作の「ビリケンの夜から朝礼」を「MIDINIGHT SCHOOL」と改題して放送していたことがあった。

### その他
- 1995年から数年ほど、放送休止中はミュージックバードの『GROOVE9』がそのまま流されていた。
- 2008年8月から2013年12月に放送された『JIDAI MAP MEETING』は、名古屋のRadio-iにもネットされた（後述）。
- その他、オリンピック、FIFAワールドカップサッカーの日本出場試合の生中継をそのまま放送したことがある。
- 2008年から2013年までのMEET THE MUSICの特番も同時ネットに参加。

## ステーションスポンサーをつとめていた企業
1991年7月の開局から1994年頃まであったスポンサー制度。
ステーションスポンサーは、平日のオンエア内では季節のジングルとともに1社が読み上げられ、その後そのCMが放送される。
週末は、CRUISIN' KYOTO45の各々のパートをある一社が独占提供する形をとっていた。提供する時間帯は、毎月シャッフルされていた。
平日のHOLIDAY SPECIALでは、その時の全ステーションスポンサーが共同提供していた。（イフォメーション込み）
- オムロン
- 京セラ
- ローム
- 日新電機
- 島津製作所
- 松下電器
- 日本電気硝子
- 東レ
- JR西日本
- 阪急電鉄
- ワコール
- セゾングループ
- 三菱銀行
- 市田
- 吉忠
- ルシアン
- タカラブネ
- 京都銀行
- 鹿島建設
- 富士フイルム
- イシダ
- 谷山無線
- 大日本スクリーン製造
- 淡交社
- 京都トヨペット

## コーナースポンサーをつとめていた企業
- トラックランド
- 京都府教育委員会
- 京都市交響楽団
- 鹿島住宅
- そとや工房
- 小川珈琲
- 堀場製作所
- 京都司法書士会
- コマンス小杉
- 日本公認会計士協会京滋会
- 京都弁護士会
- 舞鶴市
- 京都土地家屋調査士会
- 京都府
- TAKAGI
- 京都人権哲発推進委員会
- Joshin
- 竹内商店
- 京都産業大学
- 服部モーター商会 Kyoto BMW
- ガイアグループ阪和自動車
- 京都やまうち
- 中島商会
- 銀閣寺大西
- ファーレン古都
- リヴ
- ファイテン
- ローバー都市建築事務所
- 海の京都DMO
- 高布
- 川村産婦人科産後ケアセンター
- ガオアグループ新和自動車
- 南丹市
- JAバンク
- タイヤセンターウメモト
- 花市商店
- アークレイ
- フィアット京都・アパルト京都
- 京都三菱自動車販売
- 創価学会
- スズキ自販京都
- 司法書士法人中央事務所
- 丸積
- GSユアサ
- 焼肉あにき
- スーパードーム大和高田店
- ジープ京都

トラックランド
京都府教育委員会
京都市交響楽団
鹿島住宅
そとや工房
小川珈琲
堀場製作所
京都司法書士会
コマンス小杉
日本公認会計士協会京滋会
京都弁護士会
舞鶴市
京都土地家屋調査士会
京都府
TAKAGI
京都人権哲発推進委員会
Joshin
竹内商店
京都産業大学
服部モーター商会 Kyoto BMW
ガイアグループ阪和自動車
京都やまうち
中島商会
銀閣寺大西
ファーレン古都
リヴ
ファイテン
ローバー都市建築事務所
海の京都DMO
高布
川村産婦人科産後ケアセンター
ガオアグループ新和自動車
南丹市
JAバンク
タイヤセンターウメモト
花市商店
アークレイ
フィアット京都・アパルト京都
京都三菱自動車販売
創価学会
スズキ自販京都
司法書士法人中央事務所
丸積
GSユアサ
焼肉あにき
スーパードーム大和高田店
ジープ京都

## その他の関西の民放FMラジオ局
- FM OSAKA（エフエム大阪/JFN）
- FM802（エフエム802/JFL）
- FM COCOLO（MegaNet） - 2012年3月31日までは関西インターメディア、同年4月1日からはFM802が運営。
- Kiss FM KOBE - 2003年3月31日までは独立局、2003年4月から2010年4月まではJFNに加盟。粉飾決算を理由に5月1日から11月3日まではJFNから除名されるが、リスナーへの配慮等でJFNの番組配信は続行された。11月4日にJFN再加盟。
- エフエム滋賀（e-radio/JFN）

## その他の京都府の放送局
- NHK京都放送局（JOOK）
- 京都放送（KBS京都）（テレビ：独立局、ラジオ：NRN） - ラテ兼営局
- FM845（コミュニティFM局）
- FMうじ（コミュニティFM局）
- FMいかる（コミュニティFM局）
- 京都三条ラジオカフェ（コミュニティFM局） - NPO法人が運営。
- RADIO MIX KYOTO（コミュニティFM局） - NPO法人が運営。
- FM丹波（コミュニティFM局）
- FMたんご（コミュニティFM局） - NPO法人が運営。
- FMまいづる（コミュニティFM局）
- FMおとくに（コミュニティFM局）